# Alegeri prezidențiale în România, 1996
Alegerile prezidențiale din România au avut loc în două tururi de scrutin, la 3 noiembrie 1996 și la 17 noiembrie 1996.

## Scrutinul din 3 noiembrie 1996

Harta electorală a turului 1

Din 17.218.654 de alegători înregistrați s-au exprimat 13.088.388 (76,01%), dintre care 12.652.900 au fost validate (435.488 voturi anulate, în timp ce diferența care îi desparte pe primii doi clasați a fost de 511.152 voturi).
- Ion Iliescu (PDSR) 4.081.093 (32.25%)
- Emil Constantinescu (CDR) 3.569.941 (28.22%)
- Petre Roman (USD) 2.369.941 (20.54%)
- György Frunda (UDMR) 761.411 (6.02%)
- Corneliu Vadim Tudor (PRM) 597.508 (4.72%)
- Gheorghe Funar (PUNR) 407.828 (3.22%)
- Tudor Mohora (PS) 160.387 (1.27%)
- Nicolae Manolescu (Alianța Naționala Liberală) 90.122 (0.71%)
- Adrian Păunescu (PSM) 87.163 (0.69%)
- Ioan Pop de Popa (UNC) 59.752 (0.47%)
- George Muntean (PPR) 54.218 (0.43%)
- Radu Câmpeanu (ANLE) 43.780 (0.35%)
- Nuțu Anghelina (Independent) 43.319 (0.34%)
- Constantin Mudava (Independent) 38.477 (0.31%)
- Constantin Niculescu (PNA) 30.045 (0.24%)
- Nicolae Militaru (Independent) 28.311 (0.22%)

### Hărți

Ion Iliescu
Emil Constantinescu
Petre Roman
György Frunda
Corneliu Vadim Tudor

## Scrutin 17 noiembrie 1996
Din 17.230.654 de alegători înregistrați s-au exprimat 13.078.883 (75,9%), dintre care 12.972.485 au fost validate.
- Emil Constantinescu (CDR) 7.057.906 (54,41%)
- Ion Iliescu (PDSR) 5.914.579 (45,59%)